# Dulgubnios

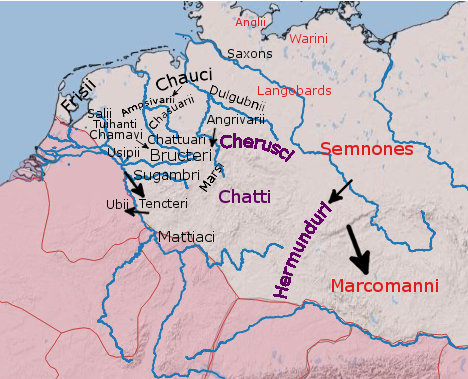
Germania en el Posición aproximada de algunos pueblos germánicos citados por autores grecorromanos.

Los dulgubnios o dulgibinios (latín: Dulgibinii; griego antiguo: Δουλγούμνιοι), es una tribu de Germania, al noreste, a orillas del Amisius, actual río Ems. 
Son mencionados en la Germania de Tácito (capítulo 34, 1) como habitante de lo que hoy es el noroeste de Alemania. Tácito los describe al norte de los angrivarios y camavos, y como si se hubieran trasladado desde el norte a la zona que una vez perteneció a los brúcteros, entre los ríos Ems, Lippe y Weser. 
En la misma zona que los dulgubnios, al norte de los camavos y los angrivarios, se encontraban los casuarios, y al norte de éstos, en la costa del Mar del Norte, donde los caucos. Se cree que el nombre de los catuarios deriva del río Hase, que desemboca en medio del Ems desde el este, justo al noroeste de la zona asociada con los angrivarios, en el Weser. Por lo tanto, de Tácito se deduce que los dulgubnios probablemente vivían cerca del Weser.
Según el relato de Tácito, en su época, los caucos no sólo vivían a lo largo de toda la costa germana, sino que también se extendían hasta las tierras de los catos  y los catos. Así que probablemente eran vecinos de los dulgubnios por el este.

## Ptolomeo
Los dulgubnios (dulgubnii) de Tácito son probablemente los mismos que los doulgoumnioi de Ptolomeo de la misma región (Libro 2, Capítulo 10). (Muchos nombres germánicos se corrompen en el griego de Ptolomeo.) Ptolomeo los describe cerca del río Elba, así que al este de la posición descrita por Tácito, en un área que Tácito asoció con los caucos. Se les describe con los laccobardi (lombardos) al norte y los Suebi Angili (anglos) al sur. Al este están los angrivarios, todavía cerca del Weser, y luego los chamae (camavos), entre el Ems y el Weser, al norte de los brúcteros que ahora están en el Rin.
En Ptolomeo, los camavos, angrivarios y lombardos tienen a los caucos directamente al norte, hasta la costa, y se extendían desde el Ems hasta el Elba. Y los dulgubnios ya no están entre los caucos y los camavos y angrivarios. En comparación con Tácito, los casuarios también se habían alejado. Ptolomeo menciona a los casuarios muy al sur, al este de las montañas Abnoba que discurren al este del Rin (con los téncteros, aparentemente entre el Rin y Abnoba en ese punto).

## Absorción
Los dulgubnios dejaron de aparecer como pueblo independiente en los últimos periodos del comienzo del período de las grandes migraciones. Los lombardos (en Bardengau), que habían emigrado desde la región del Elba, vivían entonces en estas zonas. Como muchas otras pequeñas tribus germánicas, los dulgubnios parecen haber sido absorbidos por pueblos más grandes, posiblemente sajones o caucos.
Los lombardos (Bardengau), que habían emigrado de la región del Elba, vivían entonces en estas zonas.